# Chiloscyphus tenacifolius
Chiloscyphus tenacifolius är en bladmossart som först beskrevs av Hook.f. et Taylor, och fick sitt nu gällande namn av Hentschel et Heinrichs. Chiloscyphus tenacifolius ingår i släktet blekmossor, och familjen Lophocoleaceae. Inga underarter finns listade i Catalogue of Life.